# Аруни
 Тази статия е за индийския мъдрец.  За рода птици вижте Аруни (род).  
Аруни е легендарен индийски мъдрец.
Предполага се, че е живял към VIII век пр. Хр. Споменава се в много ведически текстове, а размишленията му заемат централно място в две от ранните Упанишади – „Брихадараняка Упанишада“ и „Чхандогя Упанишада“. Той е известен учител, привличащ ученици от цяла Индия, а сред последователите му са известни мислители, като Яджнавалкя.